# Sociedad Musical la Artística de Chiva
La Sociedad Musical la Artística de Chiva se remonta al año 1850 y viene a representar el núcleo cultural de Chiva. A través de su trayectoria ha tenido momentos altos y momentos bajos, pero su fuerte arraigo popular ha conseguido mantenerla en el tiempo hasta nuestros días, formando parte de la más importante familia cultural de la Comunidad Valenciana.

## Historia
Tomado el año 1850 como el de nacimiento de la banda, hasta el 1873 no se tiene ninguna constancia de actividad en que estableció su primer reglamento, para su buena organización y gobierno. No existen muchos datos históricos de la banda hasta 1891, (aparte del mencionado reglamento), año en el que aparece un libro de contabilidad de gastos e ingresos de la banda. Sin embargo podemos estar seguros que estaba en activo y organizada, ya que en el archivo sobre Chiva recopilado por Manuel Mora Yuste, existen tres programas de actuaciones en 1888.
La sociedad, debido a su larga vida, ha estado en muchas ocasiones disuelta y posteriormente creada. Los motivos, diversos; desavenencias internas, movimientos asociativos y de partidos políticos, problemas económicos, etc., que la han llevado a tener que modificar su denominación en función de las exigencias del momento. Desde 2012 edita la revista Artística XXI.
La banda siempre encontró la fórmula para su continuidad, pues, a excepción del periodo 1936-1939 (guerra civil), antes de transcurrir un año de cesar en sus actividades ya se había reagrupado e iniciado las mismas.